# Svjetska banka
Svjetska banka (eng. World Bank) prvotno je osnovana u svrhu financiranja obnove oštećenih zemalja nakon završetka Drugog svjetskog rata. Sastoji se od dvije institucije: Međunarodne banke za obnovu i razvoj (IBRD) i Međunarodnog udruženja za razvoj (IDA). Svjetska banka sastavni je dio grupe Svjetske banke. Sjedište joj je u Washingtion D.C.-ju.
Trenutačni je cilj Svjetske banke smanjenje siromaštva i suzbijanje pandemije.

## Povijest
Svjetska banka stvorena je na Bretton Woods konferenciji 1944. godine, zajedno s Međunarodnim monetarnim fondom (MMF). Predsjednik Svjetske banke tradicionalno je Amerikanac. Svjetska banka i MMF imaju sjedište u Washingtonu, D.C., i usko surađuju jedni s drugima.
Iako su na Bretton Woods konferenciji bile zastupljene mnoge države, Sjedinjene Države i Ujedinjeno Kraljevstvo bile su najsnažnije u prisutnosti i prevladavale su u pregovorima. Namjena Svjetske banke bila je davanje privremenih posudbi zemlje s niskim dohotkom koje nisu mogle komercijalno dobiti kredite. Banka može praviti zajmove i tražiti reforme politike od primatelja.

### 1944. – 1974.
U svojim ranim godinama Banka je polako započela iz dva razloga: bila je nedovoljno financirana i došlo je do borbe za vodstvo među izvršnim direktorom SAD-a i predsjednikom organizacije. Kad je Marshallov plan stupio na snagu 1947. godine, mnoge su europske zemlje počele primati pomoć iz drugih izvora. Suočena s ovom konkurencijom, Svjetska banka se usredotočila na neeuropske zemlje. Do 1968. njegovi su zajmovi bili namijenjeni za izgradnju infrastrukturnih radova, poput morskih luka, sustava autocesta i elektrana, koji bi donijeli dovoljno prihoda kako bi zemlja dužnica mogla otplatiti zajam. 1960. osnovano je Međunarodno udruženje za razvoj (za razliku od fonda UN-a pod nazivom SUNFED) koji je zemljama u razvoju davalo povoljne zajmove.
Prije 1974., zajmovi za obnovu i razvoj koje je dala Svjetska banka bili su relativno mali. Djelatnici Banke bili su svjesni potrebe za poticanjem povjerenja u banku. Vladao je fiskalni konzervativizam i zahtjevi za zajmove morali su udovoljavati strogim kriterijima.
Prva zemlja koja je dobila zajam Svjetske banke bila je Francuska. Tadašnji predsjednik banke, John McCloy, odabrao je Francusku u odnosu na još dva podnositelja zahtjeva, Poljsku i Čile. Zajam je iznosio 250 milijuna američkih dolara, što je polovica traženog iznosa, a dobilo se uz stroge uvjete. Francuska je morala pristati stvoriti uravnoteženi proračun i dati prednost Svjetskoj banci za otplatu duga nad ostalim vladama. Osoblje Svjetske banke pomno je nadziralo upotrebu sredstava kako bi osiguralo da francuska vlada ispuni uvjete. Osim toga, prije odobrenja zajma, Državni odjel SAD-a rekao je francuskoj vladi da će njezine članove povezane s Komunističkom strankom prvo morati ukloniti. Francuska vlada ispunila je i uklonila komunističku vladu koalicije - takozvanu tripartitnu. Za nekoliko sati odobren je zajam Francuskoj.

### 1974. – 1980.
Od 1974. do 1980. godine banka se koncentrirala na ispunjavanje osnovnih potreba ljudi u svijetu u razvoju. Veličina i broj zajmova zajmoprimateljima uvelike je povećan, kako su se ciljevi zajma proširili iz infrastrukture na socijalne usluge i ostale sektore.
Te se promjene mogu prepisati Robertu McNamarai, kojeg je Lyndon B. Johnson imenovao predsjedništvom 1968. McNamara je pozvao blagajnika banke Eugenea Rotberga da traži nove izvore kapitala izvan sjevernih banaka koje su imale bili su glavni izvori financiranja. Rotberg je iskoristio globalno tržište obveznica kako bi povećao kapital na raspolaganju banci. Jedna od posljedica razdoblja kreditiranja za smanjenje siromaštva bio je brzi porast duga trećeg svijeta. Od 1976. do 1980. svjetski se dug u razvoju povećavao s prosječnom godišnjom stopom od 20%.
Upravni sud Svjetske banke osnovan je 1980. godine radi odlučivanja o sporovima između Grupe Svjetske banke i njenog osoblja u kojima nisu poštovane tvrdnje o nepoštivanju ugovora o radu ili uvjeta imenovanja.

### 1980. – 1989.
McNamara je naslijedio kandidata američkog predsjednika Jimmyja Cartera, Alden W. Clausena, 1980. Clausen je zamijenio mnoge članove McNamarinog osoblja i osmislio je drugačiji naglasak misije. Njegova odluka 1982. da zamijeni ekonomisticu banke Hollis B. Chenery s Anne Krueger bio je primjer ovog novog fokusa. Krueger je bila poznata po kritikama na financiranje razvoja i po opisu vlada trećeg svijeta kao "države koje traže najam".
Tijekom 1980-ih banka je isticala kreditiranje za servisiranje duga trećeg svijeta i politike strukturnog prilagođavanja namijenjene pojednostavljivanju ekonomija zemalja u razvoju. UNICEF je izvijestio krajem 1980-ih da su programi strukturne prilagodbe Svjetske banke odgovorni za "smanjenu razinu zdravlja, prehrane i obrazovanja za desetine milijuna djece u Aziji, Latinskoj Americi i Africi".

### 1989. - danas
Počevši od 1989., kao odgovor na oštre kritike mnogih skupina, banka je počela uključivati okolišne skupine i nevladine organizacije u svoje zajmove kako bi ublažila dosadašnje učinke svojih razvojnih politika koje su potaknule kritiku. Provedbena agencija, u skladu s Montrealskim protokolima, za zaustavljanje oštećenja ozonom u atmosferi Zemlje postupnim ukidanjem uporabe 95% kemikalija koje oštećuju ozon, s ciljanim datumom 2015. Od tada, u skladu s njegovim tzv. nazvana "Šest strateških tema", banka je provodila različite dodatne politike radi očuvanja okoliša istodobno potičući razvoj. Na primjer, banka je 1991. najavila da radi zaštite od krčenja šuma, posebno u Amazoni, neće financirati komercijalnu sječu ili infrastrukturne projekte koji štete okolišu.
S ciljem promicanja globalnih javnih dobara, Svjetska banka pokušava kontrolirati zaraznu bolest poput malarije, isporučujući cjepiva u nekoliko dijelova svijeta i udružujući se s borbenim snagama. 2000. godine banka je najavila "rat protiv SIDE", a 2011. godine Banka se pridružila Partnerstvu za zaustavljanje tuberkuloze.
Tradicionalno, na temelju prešutnog razumijevanja između Sjedinjenih Država i Europe, predsjednik Svjetske banke uvijek je biran između kandidata koje su imenovale Sjedinjene Države. U 2012. su prvi put nominirana dva državljana koji nisu iz SAD-a.
23. ožujka 2012., američki predsjednik Barack Obama objavio je da će Sjedinjene Države nominirati Jima Yonga Kima za sljedećeg predsjednika Banke. Jim Yong Kim izabran je 27. travnja 2012. i ponovno izabran za drugi petogodišnji mandat u 2017. Najavio je da će podnijeti ostavku na snagu 1. veljače 2019. Privremeno ga je zamijenila bivša izvršna direktorica Svjetske banke, Kristalina Georgieva. Nju je naslijedio David Malpass 9. travnja 2019. godine. 
Usred globalne borbe s pandemijom COVID-19, Svjetska banka je u rujnu 2020. objavila plan od 12 milijardi dolara za opskrbu "zemlja s niskim i srednjim prihodima" cjepivom nakon što ono bude odobreno. Plan je trebao utjecati na više od dvije milijarde ljudi. Svjetska banka nastoji da se više cjepiva dostavi siromašnim zemljama. Pri tome je odobrila 1,6 milijardi dolara za cjepiva u 12 zemalja, uključujući Filipine, Bangladeš, Tunis i Etiopiju, nakon čega slijedi još jedan plan koji uključuje 30 zemalja.

## Grupa Svjetske banke
Ona uključuje sljedećih pet organizacija, od koje svaka posjeduje svoju osobnost. Sve su u vlasništvu su država članica: 
- Međunarodna banka za obnovu i razvoj (International Bank for Reconstruction and Development)
- Međunarodno udruženje za razvoj (International Development Association - IDA)
- Međunarodna financijska korporacija (International Finance Corporation - IFC)
- Multilateralna investicijsko garancijska agencija- MIGA-Agency
- Međunarodni centar za rješavanje investicijskih sporova -ICSID

## Kritika
Svjetsku banku često kritiziraju organizacije za zaštitu okoliša i protivnici politike globalizacije.
Predbacuje se da prečesto financiraju velike projekte kao što je gradnja brana ili naftovoda koje imaju loše posljedice za okoliš i za lokalno stanovništvo. 
Osim toga Svjetska banka vrši pritisak na one vlade država koje koriste njihove kredite, da privatiziraju poduzeća u državnim vlasništvu (kao na primjer elektroprivredu, vodoopskrbu, naftnu industriju, telekomunikacije). 
To često vodi do iskorištavanja lokalne radne snage i sirovine, u državi kroz međunarodne kompanije i uzrokuje propast lokalnih poljoprivrednika i poduzeća kroz povećan uvoz. Stanovnici tih zemalja (osim moćne elite) uglavnom nemaju koristi od tog razvitka.

### Koronavirus pandemija 2019./20.
Svjetska banka kritizirana je zbog sporog reagiranja njezinog fonda za Financiranje nužde za pandemiju (PEF), fonda koji je stvoren radi pružanja novca za upravljanje epidemijama pandemije. Uvjeti PEF-a, koji se financiraju obveznicama koje se prodaju privatnim ulagačima, sprječavaju puštanje bilo kakvog novca iz fonda do 12 tjedana nakon što je prvobitno otkriveno izbijanje (23. ožujka). Nova epidemija koronavirusa ispunila je sve ostale zahtjeve za financiranjem koje treba objaviti u siječnju 2020.
Kritičari tvrde da su uvjeti PEF-a prestrogi, a kašnjenje od 12 tjedana znači da će financiranje biti mnogo manje učinkovito nego ako je pušteno da pomogne vladama u početku obuzdavanju epidemije. Oni tvrde da fond prioritetno postavlja interesima privatnih vlasnika obveznica nad javnim zdravstvom.

## Vanjske poveznice
- Službena stranica